# 贝鲁特政府宫

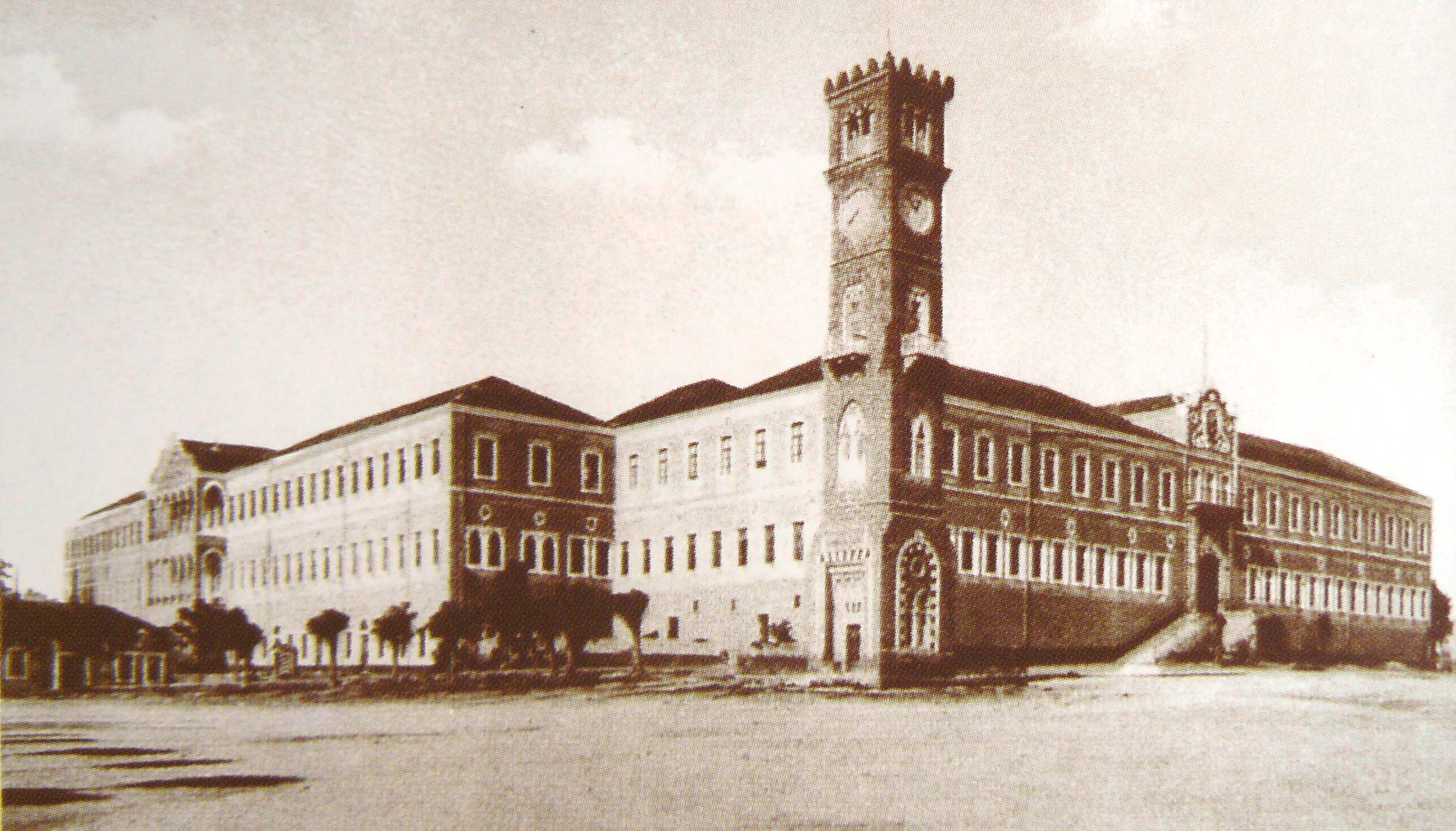
1900年代

大塞拉尔（阿拉伯语：‎）又名贝鲁特政府宫，是黎巴嫩首都贝鲁特的一栋历史建筑，黎巴嫩总理的总理府。它位于贝鲁特市中心的一座小山顶上，距离黎巴嫩议会大厦只有几个街区。它是塞拉尔山上三座奥斯曼建筑中最重要的一座，另外两座是发展与重建委员会和哈米德钟楼。自1832年以来，这座历史悠久的建筑就一直扮演着举足轻重的角色。

## 历史

### 兵营

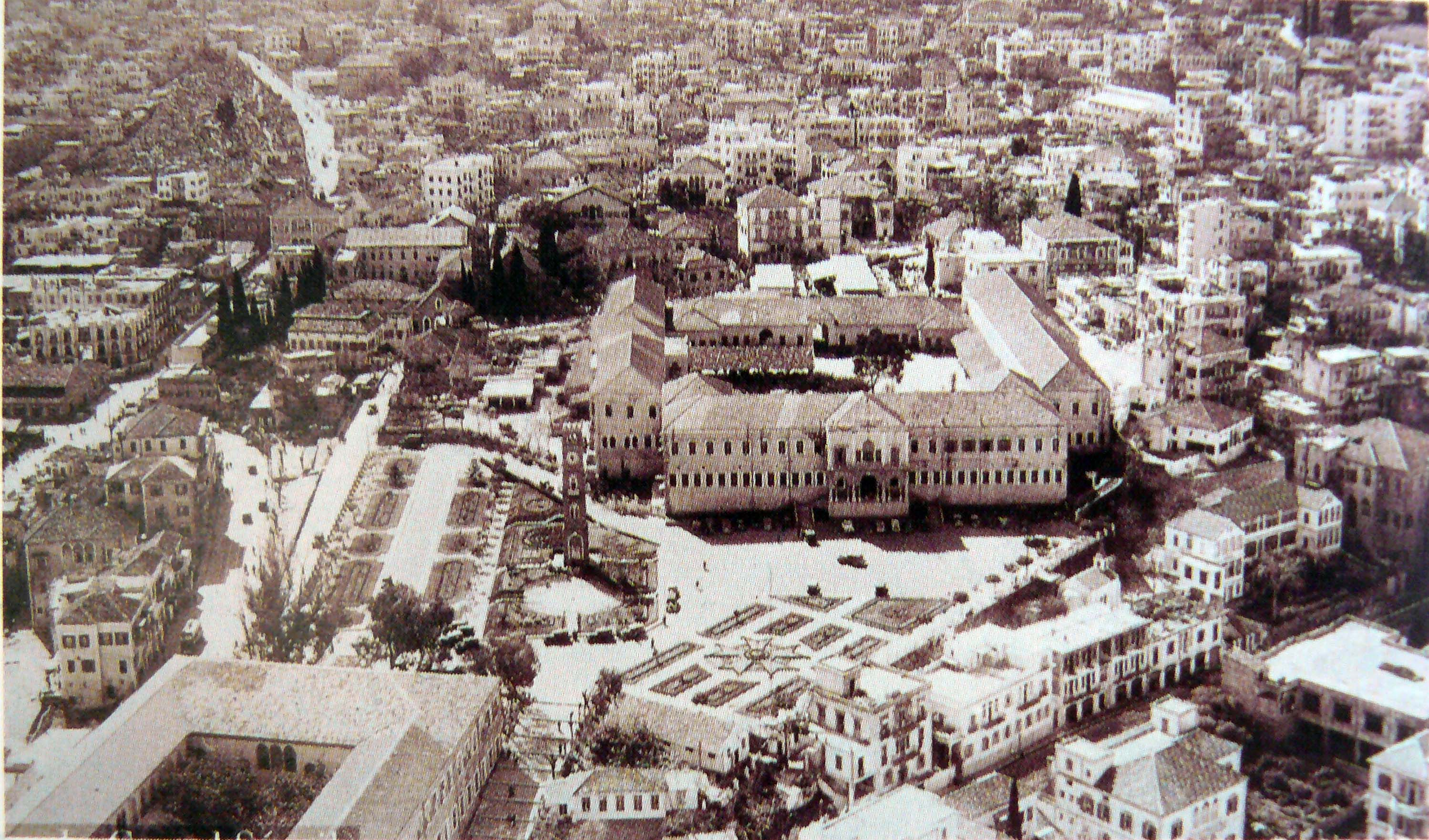
塞拉尔山的鸟瞰图

在1831年短暂击败奥斯曼帝国之后，一支埃及军队将其营房设在城墙外西侧，俯瞰大海和贝鲁特的小山。易卜拉欣帕夏出于军事原因选择了这座山丘。这是一座高耸的山丘，俯瞰织布集市（Suq-al Munajjidin），今天称为银行街（shari'al Massarif），位于贝鲁特市中心的战略区域，靠近美国山（Tal'at al American）、雅各门（Bab Yaacub）。这个位置便于军队控制城市及其郊区。当埃及人在那座山丘上时，人们习惯将其称为军营（Al Thakanat），因为这是易卜拉欣帕夏为他的部队选择的驻地。

### 驻军
1840年，奥斯曼帝国得到普鲁士、俄国和英国海军的支持，重新夺回了对叙利亚的统治权。奥斯曼帝国军事当局看重这个俯瞰贝鲁特的山头，在此建立军事基地。该建筑最初用作军事和民政部门的总部，经过扩建后又成为奥斯曼帝国的总督府。贝鲁特人称之为 al Quishleh，土耳其语“驻军”或“士兵区”营房的建造和设防始于1853年，在克里米亚战争期间又进行了进一步扩建。直到1856年之前，大塞拉尔只有一个楼层，增加了另一个楼层后，底层就改为骑兵马厩。在1877年和1894年之间，进行了重大的结构修改，大塞拉尔才最后定型。

### 高级专员
1918年，奥斯曼帝国在第一次世界大战中失败后，阿拉伯起义旗曾短暂地悬挂在政府宫，直到1918年10月8日协约国军队抵达，从陆路和海路进入黎巴嫩，占领贝鲁特和整个黎巴嫩海岸。盟军总司令艾伦比将军艾伦比任命法国上校德皮耶佩（Depiepape），他控制了大塞拉尔，成为该国的军事总督。随着阿拉伯起义旗的降下，大塞勒尔变成法屬敘利亞託管地的总督府，被授予黎凡特法国政府高级专员的头衔。从那时起，大塞拉尔成为高级专员公署。1926年，法国人对大塞拉尔的北立面进行了改动。带拱形阳台的经过装饰的入口取代了北侧的拱门，旧门被移到南门，新的阳台成了高级专员和总理发表演讲的凉廊。法国人还从北门拱门上取下了刻有奥斯曼帝国象征的大理石碑刻。

### 总统府
黎巴嫩独立后的第一位总统贝沙拉·扈利，从1943年9月21日至1952年9月18日任职，他以此为总统府，直到迁往贝鲁特的Qantari宫。

### 总理府
政府宫成为黎巴嫩独立后的第一任总理（1943-1945年）里亚德·索勒赫（Riad as-Solh）的总理府。此后一直是部长会议主席办公室。
2020年贝鲁特爆炸事故发生，距离政府宫只有2公里，还是造成了一定的破坏。总理哈桑·迪亚布的妻子和女儿受到轻伤，而他的健康顾问佩特拉·科里（Petra Khoury）从政府宫去医院缝合伤口。

### 医院和发展与重建委员会
苏丹阿卜杜勒-阿齐兹一世（Abdülaziz，1861年至1876在位）下令建造军医院，该医院建于1865年。医院大楼包括南北两栋。北楼设有一家药店。1918年法国人进入这座城市时，将医院变成了法院。后来法院搬到了另一个地方，建筑改为黎巴嫩大学美术系。然而，席卷贝鲁特的战争摧毁了建筑的大部分，并将其变成废墟，直到总理拉菲克·哈里里捐赠了重建和翻新所需的款项。自1992年启用以来，这座建筑一直是黎巴嫩发展与重建委员会的总部。

### 哈米德钟楼
1897年，一座钟楼建在大塞拉尔附近，以庆祝苏丹阿卜杜勒·哈米德二世加冕，并弥补缺少指示穆斯林祈祷时间的公共时钟，当时许多外国机构已经建造了西式钟楼。在贝鲁特总督拉希德·贝写了恳求信之后，苏丹批准了钟楼的建设。奠基仪式于1897年1月9日（苏丹的生日）举行，有高级官员、军事代表和贝鲁特市议员在场。

## 建筑

### 大塞拉尔

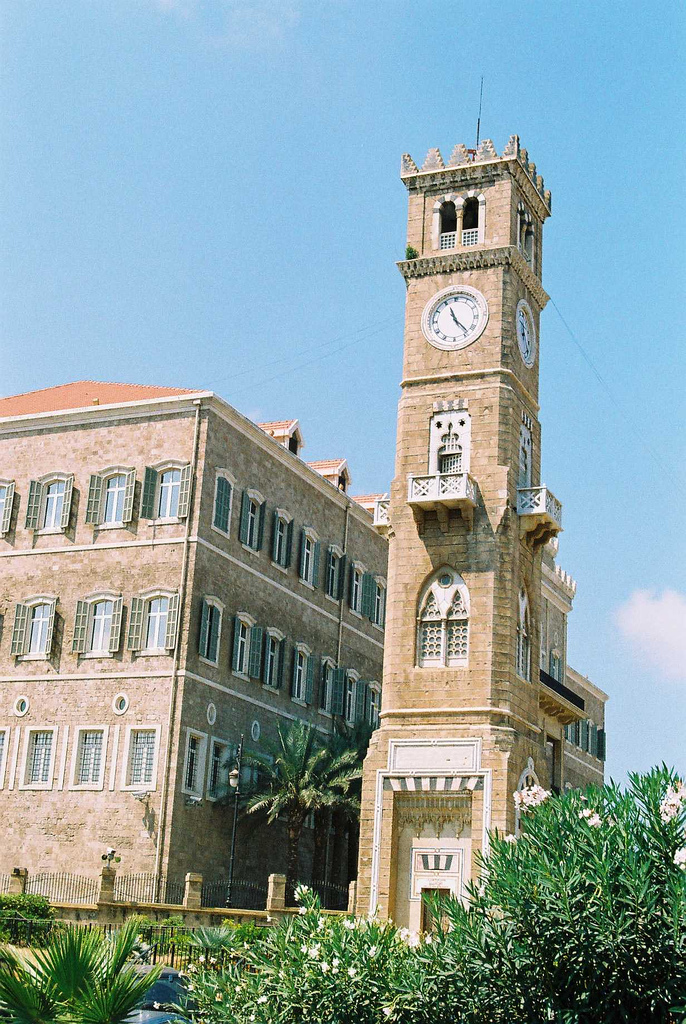
哈米德钟楼

大塞拉尔的建筑设计体现了奥斯曼帝国的土耳其新军的风格。高高的位置和严峻的立面仿效了伊斯坦布尔的塞利米耶军营。最终完成的建筑有两层，立面长达80米。东侧立面装饰有弧形的凸出门廊，两翼对称，各有三排16扇窗户。1861年建造军事医院时.这座建筑物的宏伟得到了进一步强调。
在内战期间，政府宫遭受重创，在敌对行动结束时，这里已是一个伤痕累累的地方。将其翻新至目前的宏伟状态，是中央区重建所涉及的愿景和挑战的象征。修复工作在900个工作日内于1998年完成
如今，大塞拉尔融合了传统建筑与现代内饰和高科技设施。忠实地适应了原始的奥斯曼帝国建筑，但规模更大，功能更强。外墙已完全修复。所有石材、大理石、钢、木工，均由黎巴嫩公司进行。
大塞拉尔占地39,700平方米。四栋楼围绕一个大庭院布置，庭院中心是石灰岩和卡拉拉大理石喷泉。外部和内部立面共有588个拱（282个瓣拱，197个尖拱，6个圆拱，11个曼陀林拱，92个尖拱）。北门是四个立面的中心结构元素。它高11米，宽7米，灵感来自拜特丁宫的大门。在首相拉菲克·哈里里的要求下，在入口拱门中间有一块大理石碑：“لو دامت لغيرك لما اتصلت إليك”（“如果政治统治为任何人都永远持续，那么它就不会到达你了”）。上面的两层包括总理的住所和办公室，工作人员办公室，以及内阁会议室和部长办公室。底楼包括一个宴会厅，两个接待区，一个新闻发布室和一个庭院。最后，地下包括停车场，办公室和人员室。除了维修和其他服务室以外，大塞拉尔共有430个房间和会议厅。

### 哈米德钟楼
哈米德钟楼由优素福·阿夫蒂穆斯设计，于1994年修复。钟楼高25米，竣工时是贝鲁特最高的建筑物。建筑材料包括贝鲁特砂岩、朱尼耶石灰石、大马士革玄武岩和代尔·卡马尔红石头。钟楼的300公斤大钟悬挂在三楼，可通过4x4米的竖井内的125级铸铁台阶到达。三楼还有四个新东方主义风格的阳台，上面是四个法国制造的大钟面，是由奥斯曼大使馆特别进口的。